# منطقه ابیم
منطقه ابیم (به لاتین: Abim District) یک سکونتگاه مسکونی در اوگاندا با جمعیت ۹۲٬۵۰۰ نفر است که در اوگاندا واقع شده‌است.